# Igarka
Igarka (en rus Игарка) és una ciutat del krai de Krasnoiarsk, a Rússia, situada a 163 quilòmetres al nord del cercle polar àrtic. Igarka és una ciutat monopoblada establerta al voltant d'una serradora que processava fusta tallada a la conca del riu Yenisei per a l'exportació. Fins a 1956, estava habitada en gran part per deportats i presos polítics.
La ciutat es troba al nord del cercle polar àrtic i està construïda sobre permafrost. Encara que es troba a l'interior, Igarka és un port d'aigües profundes situat a la riba est del riu Yenisei i proporciona accés a la Ruta del Mar del Nord.

## Història
Es mencionà per primera vegada Igàrskaia i fou cartografiada durant la Gran Expedició del Nord de Fiódor Minin i Kharíton Làptev.
Igarka va ser fundada el 1929 com a serradora i port exportador de fusta per la Direcció General de la Ruta del Mar del Nord. La fusta es talava a la conca del riu Yenisei, es flotava a Igarka on es processava i després s'exportava a diversos centres de distribució. La ciutat va créixer ràpidament a mesura que els deportats durant les campanyes de deskulakització van ser enviats a la ciutat. Igarka va rebre l'estatus de ciutat el 1931. La construcció de la ciutat va ser dirigida per Boris Lavrov que va imaginar Igarka com una ciutat ideal de l'Àrtida soviètica. El 1939, la ciutat va assolir la seva població màxima de 23.648 habitants. El desenvolupament posterior es va suspendre a causa de la Segona Guerra Mundial, però es va reprendre a finals de la dècada de 1940 quan Igarka es va plantejar com un port naval.